# Gerontius
Gerontius († 411 in Hispanien) war ein General des weströmischen Gegenkaisers Konstantin III. (407–411). 409 rebellierte er gegen Konstantin und ließ Maximus zum Kaiser ausrufen. 

## Leben
Gerontius stammte aus dem römischen Britannien und hatte sich 407 dem Usurpator Konstantin angeschlossen. Teils wird sogar vermutet, er sei der eigentliche starke Mann hinter Konstantin gewesen. Im selben Jahr zog er zusammen mit dem Franken Edobich aus, um die Gegenwehr von Stilichos Feldherrn Sarus zu brechen, der kurz zuvor Konstantins Heermeister Justinian und Nebiogastes geschlagen hatte. Gerontius und Edobich zwangen Sarus, der Konstantin in Valentia (Valence) belagerte, zum Rückzug über die Alpen, setzten ihm aber nicht nach, da man wohl erst die Eroberungen sichern wollte, bevor man den Angriff auf Italien wagte. Dazu gehörte auch die Unterwerfung Hispaniens, wo Verwandte des legitimen Kaisers Honorius weiterhin loyal zum Kaiser standen. Konstantin befürchtete wohl, sie würden von dort aus eine zweite Front eröffnen, und griff zuerst in Hispanien ein. Konstantin holte auch seinen ältesten Sohn Constans aus einem Kloster, erhob ihn zum Caesar (Unterkaiser) und sandte ihn mit Gerontius nach Spanien. Die loyalen weströmischen Truppen dort wurden geschlagen, wobei zwei Verwandte des Honorius, Didymus und Theodosiolus, gefangen genommen wurden, während es zwei anderen, Lagodius und Verianus, gelang, nach Konstantinopel zu entkommen.
Constans ließ seine Frau und seinen Haushalt in der Obhut von Gerontius in Caesaraugusta (Saragossa) zurück, um sich nach Arles zu begeben, wo sein Vater seine Residenz eingerichtet hatte. Dort allerdings erhielt er den Auftrag, nach Hispanien zurückzukehren, um die Germanen zu bekämpfen, die den Rhein vor knapp zwei Jahren überschritten hatten (siehe Rheinübergang von 406). Diese waren plündernd durch Gallien gezogen und hatten 409 die Pyrenäen erreicht.
Gerontius sollte in diesem Zusammenhang offenbar von seinem Posten abberufen werden. Während der Vorbereitungen dazu erreichte Constans jedoch die Nachricht, dass sich Gerontius erhoben und Maximus, Olympiodoros von Theben zufolge sein eigener Sohn, zum Kaiser erhoben hatte. In der neueren Forschung wird es auch für möglich gehalten, dass es sich bei Maximus nicht um den Sohn, sondern um einen Untergebenen, einen Stabsoffizier (domesticus) im Dienst des Gerontius, gehandelt hatte.
Gerontius hatte sehr wahrscheinlich deshalb nicht selbst die Kaiserwürde angestrebt, weil er die direkte Kontrolle über das ihm unterstellte Militär behalten wollte, das der entscheidende Machtfaktor war. 
410/11 (die Chronologie ist unsicher) gelang es Gerontius, Constans in Vienne einzuschließen. Er nahm ihn gefangen und ließ ihn hinrichten. Anschließend belagerte er 411 Konstantin in Arles. Zur gleichen Zeit sah sich Honorius in der Lage, den Gegenangriff zu unternehmen, nachdem er einen neuen General gefunden hatte, den späteren Kaiser Constantius III., der vor Arles erschien. Constantius schlug Gerontius in die Flucht und belagerte selbst nun Arles. Nachdem Constantius Edobichs Entsatzheer geschlagen hatte, ergab sich Konstantin, der hingerichtet wurde. 
Auch Gerontius musste nun seinen Kampf aufgeben, seine Truppen ließen ihn im Stich und er beging in alter römischer Tradition Selbstmord. Auch seine Frau kam ums Leben. Maximus floh, kam bei germanischen foederati unter, die in Spanien geblieben waren, und beanspruchte weiterhin das Kaisertum, bevor er besiegt und 422 hingerichtet wurde.